# Победнице светских првенстава у атлетици на отвореном — скок увис
Победнице светских првенстава у скоку увис на отвореном за жене у дисциплини скок увис, која је увршћена у програм од првог Светског првенства у атлетици у Хелсинкију 1983. године, приказане су у следећој табели. Резултати су дати у метрима.
| Светско првенство       |                                 | Резултат      |                                                         | Резултат  |                                               | Резултат |
| Хелсинки 1983. детаљи   | Тамара Бикова · Совјетски Савез | 2,01 РСП      | Улрике Мајфарт · Западна Немачка                        | 1,99      | Луиз Ритер · Сједињене Државе                 | 1,95     |
| Рим 1987. детаљи        | Стефка Костадинова · Бугарска   | 2,09 СР / РСП | Тамара Бикова · Совјетски Савез                         | 2,04      | Сузана Бајер · Источна Немачка                | 1,99     |
| Токио 1991. детаљи      | Хајке Хенкел · Немачка          | 2,05          | Јелена Јелесина · Совјетски Савез                       | 1,98      | Инга Бабакова · Совјетски Савез               | 1,96     |
| Штутгарт 1993. детаљи   | Јоамнет Кинтеро · Куба          | 1,99          | Силвија Коста · Куба                                    | 1,97      | Зигрид Кирхман · Аустрија                     | 1,97     |
| Гетеборг 1995. детаљи   | Стефка Костадинова · Бугарска   | 2,01          | Алина Астафај · Немачка                                 | 1,99      | Инга Бабакова · Украјина                      | 1,99     |
| Атина 1997. детаљи      | Хане Хавгланд · Норвешка        | 1,99          | Олга Калитурина · Русија · Инга Бабакова · Украјина     | 1,96      | -                                             | -        |
| Севиља 1999. детаљи     | Инга Бабакова · Украјина        | 1,99          | Јелена Јелесина · Русија                                | 1,99      | Светлана Лапина · Русија                      | 1,99     |
| Едмонтон 2001. детаљи   | Хестри Клуте · Јужна Африка     | 2,00          | Инга Бабакова · Украјина                                | 2,00      | Кајса Бергквист · Шведска                     | 1.97     |
| Париз 2003. детаљи      | Хестри Клуте · Јужна Африка     | 2.06 АФР      | Маруна Купцова · Русија                                 | 2.00      | Кајса Бергквист · Шведска                     | 2.00     |
| Хелсинки 2005. детаљи   | Кајса Бергквист · Шведска       | 2,02          | Шонте Хауард · Сједињене Државе                         | 2,00      | Ема Грин · Шведска                            | 1,96     |
| Осака 2007. детаљи      | Бланка Влашић · Хрватска        | 2,05          | Антонијета ди Мартино · Италија · Ана Чичерова · Русија | 2,03 2,03 | -                                             | -        |
| Берлин 2009. детаљи     | Бланка Влашић · Хрватска        | 2,04          | Ана Чичерова · Русија                                   | 2,02      | Аријане Фридрих · Немачка                     | 2,02     |
| Тегу 2011. детаљи       | Ана Чичерова · Русија           | 2,03          | Бланка Влашић · Хрватска                                | 2,03      | Антонијета Ди Мартино · Италија               | 2,00     |
| Москва 2013. детаљи     | Светлана Школина · Русија       | 2,03          | Бриџита Барет · Сједињене Државе                        | 2,00      | Ана Чичерова · Русија · Рут Беитија · Шпанија | 1,97     |
| Пекинг 2015. детаљи     | Марија Кучина Русија            | 2,01          | Бланка Влашић Хрватска                                  | 2,01      | Ана Чичерова Русија                           | 2,01     |
| Лондон 2017. детаљи     | Марија Ласитскене Русија        | 2,03          | Јулија Левченко Украјина                                | 2,01      | Камила Лићвинко Пољска                        | 1,99     |
| Доха 2019. детаљи       | Марија Ласитскене Русија        | 2,04          | Јарослава Махучих Украјина                              | 2,04      | Вашти Канингем САД                            | 2,00     |
| Јуџин 2022. детаљи      | Еленор Патерсон Аустралија      | 2,02          | Јарослава Махучих Украјина                              | 2,02      | Елена Валортигара Италија                     | 2,00     |
| Будимпешта 2023. детаљи | Јарослава Махучих Украјина      | 2,01          | Еленор Патерсон Аустралија                              | 1,99      | Никола Олислагерс Аустралија                  | 1,99     |
| Токио 2025.             |                                 |               |                                                         |           |                                               |          |

## Биланс медаља скок увис
Стање после првенства 2023.
|     | Држава           |    |    |    |    |
| --- | ---------------- | -- | -- | -- | -- |
| 1.  | Русија           | 5  | 5  | 3  | 13 |
| 2.  | Украјина         | 2  | 5  | 1  | 8  |
| 3.  | Хрватска         | 2  | 2  | 0  | 4  |
| 4.  | Бугарска         | 2  | 0  | 0  | 2  |
| 4.  | Јужна Африка     | 2  | 0  | 0  | 2  |
| 6   | Совјетски Савез  | 1  | 2  | 1  | 4  |
| 7.  | Немачка          | 1  | 1  | 1  | 3  |
| 7.  | Аустралија       | 1  | 1  | 1  | 3  |
| 9.  | Куба             | 1  | 1  | 0  | 2  |
| 10. | Шведска          | 1  | 0  | 3  | 4  |
| 11. | Норвешка         | 1  | 0  | 0  | 1  |
| 12. | Сједињене Државе | 0  | 2  | 2  | 4  |
| 13. | Италија          | 0  | 1  | 2  | 3  |
| 14. | Западна Немачка  | 0  | 1  | 0  | 1  |
| 15. | Аустрија         | 0  | 0  | 1  | 1  |
| 15. | Источна Немачка  | 0  | 0  | 1  | 1  |
| 15. | Шпанија          | 0  | 0  | 1  | 1  |
| 15. | Пољска           | 0  | 0  | 1  | 1  |
|     | Укупно 18 земаља | 19 | 21 | 18 | 58 |